# David Cawthorne Haines
David Cawthorne Haines (East Riding of Yorkshire, 9 maggio 1970 – Deserto siriano, 13 settembre 2014) è stato un ingegnere aeronautico e attivista britannico.

## Biografia
David Cawthorne Haines nacque nell'East Riding of Yorkshire il 9 maggio 1970, dopodiché si trasferì ancora bambino a Perth, in Scozia. Sposato nel 2010 con la croata Dragana Prodanovic e padre di due figlie, Athea e Bethany, era stato un ingegnere aeronautico della Royal Air Force prima di dedicarsi all'attività di operatore umanitario nel 1999. Aveva aiutato alcune vittime del conflitto nella ex-Jugoslavia, Africa e Medio Oriente. Nel 2012, era stato un operatore per Nonviolent Peaceforce, un gruppo dedito al mantenimento della pace nel Sudan meridionale.
Haines, che svolgeva attività di cooperante in Siria per l'Agency for Technical Cooperation and Development, fu rapito, insieme a un altro operatore umanitario, l'italiano Federico Motka, da una banda non identificata nel marzo del 2013 nei pressi di un campo profughi di Atme, al confine con la Turchia. Il loro autista e il loro traduttore non erano stati catturati, ma quest'ultimo dichiarò in seguito che i ribelli avevano sparato alle gomme della loro auto e circondato il loro veicolo su una strada di campagna.
Un video dei preparativi e delle conseguenze della decapitazione di Haines, intitolato "Un messaggio agli alleati d'America", è stato diffuso dall'ISIS il 13 settembre 2014. Il video, che segue un formato simile a quelli di Foley e Sotloff, inizia con una clip di una dichiarazione stampa del Primo Ministro Cameron seguita da una schermata iniziale. Mostra poi Haines che pronuncia un discorso preparato. Successivamente il boia fa una dichiarazione, poi punta il coltello alla gola di Haines e fa dei movimenti di taglio mentre il video sfuma in nero. Nella scena finale il boia tiene in mano la tuta arancione di un'altra persona, identificata come Alan Henning, e dice: "Se tu, Cameron, insisti nel combattere lo Stato Islamico allora tu, come il tuo padrone Obama, avrai il sangue del tuo popolo sulle tue mani". Motka fu invece rilasciato.
Haines fu il terzo ostaggio dell'ISIS a subire la sorte della decapitazione dopo James Foley e Steven Sotloff. Dopo di lui furono decapitati altri quattro ostaggi, il britannico Alan Henning, lo statunitense Peter Kassig e i giapponesi Haruna Yukawa e Kenji Goto. Un altro ostaggio, il pilota giordano Mu'adh al-Kasasbeh fu invece arso vivo in una gabbia. Tutte le brutali esecuzioni dei fanatici dell'Isis furono filmate e diffuse nella rete.